# Linka 4 (metro v Madridu)
Linka 4 madridského metra spojuje západní část Madridu s jeho severovýchodním okrajem a vede ze stanice Moncloa na západě do stanice Pinar de Chamartín na severovýchodě. Na lince se nachází 23 stanic a délka linky činí 14,6 km. Tratě jsou vybudovány jako úzkoprofilové, nástupiště mají délku 60 m. První úsek linky byl otevřen v roce 1944, k poslednímu rozšíření došlo v roce 2007.

## Poloha

Plán stanic linky

Linka pochází následujícími městskými obvody Madridu v západo-severovýchodním směru:
- Moncloa – Aravaca
- Chamberí
- Centro
- Salamanca
- Chamartín
- Ciudad Lineal
- Hortaleza
- opět Ciudad Lineal

Linka vede ze západu pod ulicemi Alberto Aguilera, Carranza, Sagasta, Génova a Goya. Následně se stáčí pod ulici Conde de Peñalver a vede dále pod ulicemi Francisco Silvela, López de Hoyos, třídou Avenida de Ramón y Cajal a ulicemi José Silva a Ulises. Nové úseky za stanicí Esperanza kopírují mj. ulice Emigrantes, Mar Adriático, Santa Virgilia, Virgen del Carmen a Bacares.

## Historie
První úsek, který v současnosti patří k lince 4, byl otevřen v roce 1932 a jednalo se původně o odbočnou větev linky 2 mezi stanicemi Goya a Diego de León.
Jako samostatná se linka 4 otevřela 23. března 1944, a to v úseku Argüelles–Goya. V roce 1958 byl do linky začleněn i výše zmíněný úsek Goya – Diego de León, což umožnilo navázat s prodloužením linky do stanice Alfonso XIII. Slavnostní otevření se konalo 26. března 1973 za přítomnosti generalissima Francisca Franca y Bahamonde. Následující prodloužení v roce 1979 přivedlo linku až do stanice Esperanza. V roce 1996 byla započata výstavba prodloužení do stanice Parque de Santa María, tento nový úsek byl otevřen v roce 1998 na dvě etapy – nejprve v dubnu do stanice Mar de Cristal a posléze byl v prosinci zprovozněn celý úsek.
Posledním rozšířením linky byl úsek do stanice Pinar de Chamartín, který byl otevřen 11. dubna 2007.

## Provoz
Linka se kříží s linkami metra 1, 2, 3, 5, 6, 7, 8, 9 a 10. Linka 3 nemá žádný přímý přestup na příměstskou železnici Cercanías – pouze ve stanici Colón je možný pěší přestup na uliční úrovni.
Soupravy jsou na linku vypravovány z depa Hortaleza, které je na linku připojeno mezi stanicemi 	Parque de Santa María a Hortaleza.
Linka v síti metra patří k těm s úzkým průjezdním profilem. Rozchod koleje je stejný jako v celé síti – netypických 1445 mm. Odběr proudu je realizován trolejovým vedením, pevným v celé délce linky, napětí v soustavě je 600 V ss. Na lince jsou v současnosti provozovány soupravy řady 3000 od španělského výrobce CAF.
Celá linka se nachází v tarifním pásmu A. Linka je pokryta mobilním telefonním signálem v úseku Argüelles – Alonso Martínez, Goya – Avenida de América a ve stanici Mar de Cristal.

### Seznam stanic

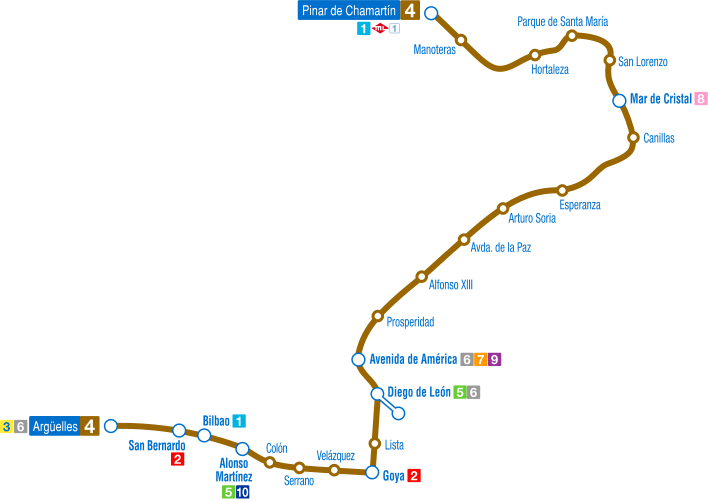
Plán linky

Linka v současnosti prochází 23 stanicemi. Průměrná vzdálenost mezi stanicemi je 695 m.
- Argüelles
- San Bernardo
- Bilbao
- Alonso Martínez
- Colón
- Serrano
- Velázquez
- Goya
- Lista
- Diego de León
- Avenida de América
- Prosperidad
- Alfonso XIII
- Avenida de la Paz
- Arturo Soria
- Esperanza
- Canillas
- Mar de Cristal
- San Lorenzo
- Parque de Santa María
- Hortaleza
- Manoteras
- Pinar de Chamartín

## Budoucnost
Všechna rozšíření, která se čtvrté linky madridského metra týkala, směřovala východním a severním směrem, na západ ze stanice Argüelles linka nikdy prodloužena nebyla. Je to dáno faktem, že se nástupiště linky 4 ve zmíněné stanici nachází ve stejné úrovni jako linka 3 a z tohoto důvodu je prodloužení velmi obtížně technicky realizovatelné.
Plánované prodloužení linky opačným směrem (do čtvrtí Sanchinarro a Las Tablas) bylo nahrazeno výstavbou linky lehkého metra 1.